# Rock brasileño

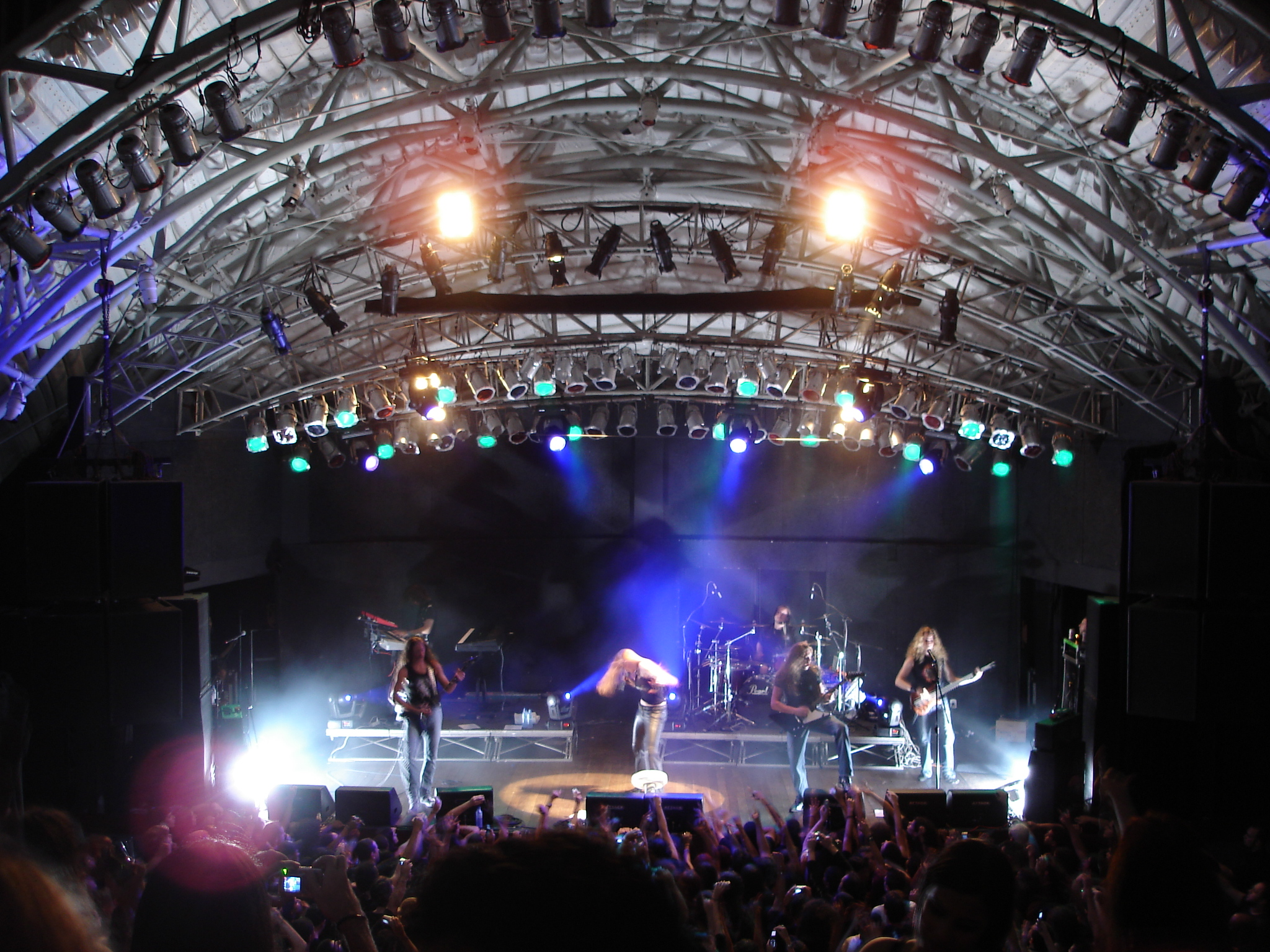
Concierto de rock en Brasil.

El rock brasileño o BRock (conocido en Brasil como rock nacional) es un estilo musical derivado del rock, que tuvo sus primeros inicios en los años 50 y 60, pero recién comenzó a tomar fuerza en los años 1980.

## El nacimiento: Nora Ney yRonda das Horas(1955)
Unánimemente se considera que el nacimiento del rock en Brasil data del 24 de octubre de 1955, día en el que Nora Ney lanzó el tema Ronda das Horas, una versión en ritmo de foxtrot del tema Rock Around the Clock, uno de los primeros éxitos del rock’n’roll, escrito por Max C. Freedman y Jimmy Knight e interpretado por Bill Haley & Sus Cometas. La canción correspondía a la banda musical de la película Semilla de Maldad (Blackboard Jungle), y fue realizado para la versión brasileña del film.
El tema, cantado en inglés, fue un éxito inmediato. Paradójicamente Nora Ney no volvió a cantar rock. En diciembre salió la versión en portugués de la misma canción, cantada por Heleninha Ferreira y otra realizada por un acordeonista, pero no alcanzaron el éxito de la "original".
En 1957 se grabó el primer rock en portugués, "Rock and Roll en Copacabana", escrito por Miguel Gustavo (futuro autor de "Para Frente Brasil", exitoso tema durante la Copa del Mundo de 1970") interpretada por Cauby Peixoto.
En esos años finales de la década del 50 diversos artistas grabaron versiones del rock estadounidense como "Até logo, jacaré" ("See You Later, alligator"),"Meu Fingimento" ("My Great Pretender") y "Bata Baby" (Long Tall Sally - Sally la lunga)).
En 1957 Betinho & Su Conjunto alcanzó un gran éxito con "Enrolando o Rock", pero los primeros ídolos roqueros fueron los hermanos Tony y Celly Campelo, que en 1958 lanzaron el simple Forgive Me/Handsome Boy, vendiendo 38 mil copias. Tony grabó dos singles más y un álbum en 1959, y Celly logró un extraordinario éxito ese mismo año con "Estúpido Cupido", que vendió 120 mil copias.
Los Campello presentaban también el programa Crush en Hi-Fi en la Red Record, totalmente orientado a la juventud, que permitió la salida de varias bandas. En la misma época aparecieron otros programas para aprovechar la "fiebre", como Ritmos para la Juventud en Radio Nacional (São Paulo), Club del Rock en Rádio Tupi (Río de Janeiro) y Alô Brotos! en la TV Tupi. En 1960 apareció la Revista do Rock.

## Años 60

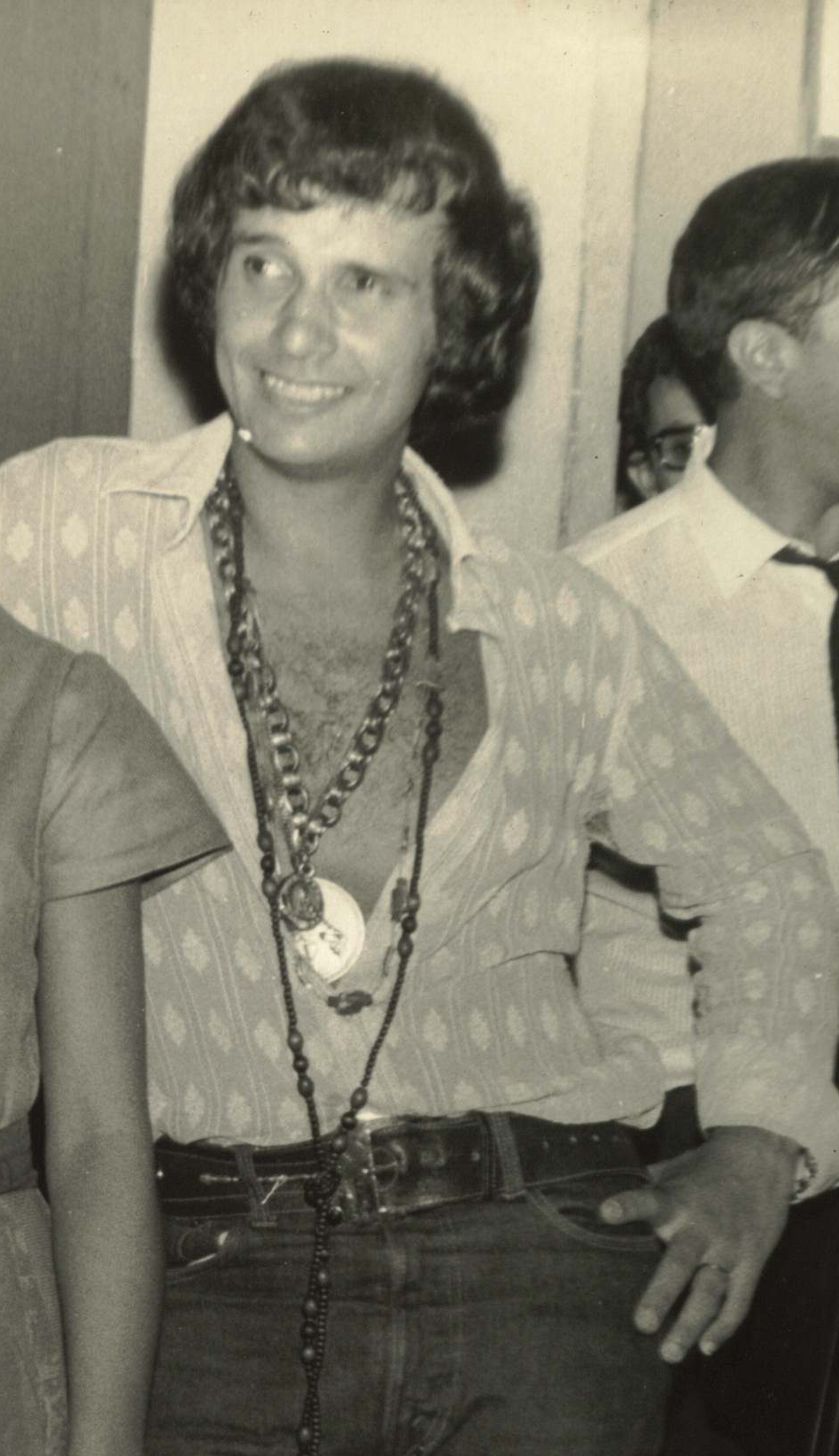
Roberto Carlos, conductor del exitoso programa de TV la Joven Guardia, uno de los cantantes pop más famosos de América Latina.

Con respecto a los años 60, el comienzo de la década fue marcado por el surgimiento de grupos instrumentales como The Jet Black's, The Jordans y The Cleevers (luego Os Incríveis), y del cantor Ronnie Cord, que lanzó dos temas que se volvieron himnos:
- la versión portuguesa de "Biquini de Bolinha Amarelinha" (la original es «Itsi, bitsi, tiny winy yellow polca dot bikini» de Brian Hyland; la versión en español también fue un éxito grabado por Luis Bastían con el título "Bikini amarillo a lunares, diminuto, justo, justo");
- la juvenil-rebelde "Rua Augusta", referida a la importante calle, centro de la noche paulista (subi a rua Augusta a 120 por hora, deixei a turma toda do passeio para fora[1]).

En 1963 un cantante del estado de Espíritu Santo (Brasil) llamado Roberto Carlos impuso des hits: "Splish Splash" y "Parei na Contramão" (Paré de contramano). Al año siguiente, tuvo más éxito como "É Proibido Fumar" (luego regrabada por Skank) y "O Calhambeque". Aprovechando el éxito, la Red Record lanzó el programa Joven Guardia, presentado por el propio Roberto Carlos ("Rey"), su amigo Erasmo Carlos ("tremendão"; Tremendón) y Wanderléa ("ternurinha"; Ternurita). El éxito fue tal que llegaron a tener el 90% de toda la audiencia televisiva.
Siguiendo el éxito de la Joven Guardia surgieron entre otros, Renato y sus Blue Caps, Golden Boys, Jerry Adriani, Eduardo Araújo y Ronnie Von, inspirados ahora en el nuevo sonido que traían los Beatles y que en Brasil fue conocido como "ié-ié-ié". La Joven Guardia también produjo películas como Roberto Carlos en Ritmo de Aventura, siguiendo la moda de Anochecer de un día agitado (A Hard Day's Night) y Socorro (Help!) de los Beatles.
En ese momento los artistas de la llamada MPB (música popular brasileña), con una dimensión socialista (de izquierda), le "declararon la guerra" al ié-ié-ié de la Joven Guardia, llegando a organizar una protesta en la que participaron Elis Regina, Jair Rodrigues y outros, que se conoció con el nombre de "Passeata" contra las guitarras eléctricas. De todos modos La Joven Guardia continuó y recién finalizó en 1968, cuando Roberto Carlos decidió retirarse. Como un reflejo de ese éxito ese mismo año, en Argentina, se formó el grupo beat La Joven Guardia.
Luego de ello surgió la Tropicalia un movimiento izquierdista surgido de la influencia de las corrientes artísticas de vanguardia y de la cultura pop nacional e extranjera (como el pop-rock y el concretismo). Mezcló manifestaciones tradicionales de la cultura brasileña e innovaciones estéticas radicales. Tenía objetivos sociales y políticos, sobre la dictadura militar que gobernaba el Brasil desde 1964. 
Os Mutantes (donde actuaba Rita Lee) también desarrollaron una importante carrera, con álbumes muy elogiados que llegaron a influenciar hasta Kurt Cobain, de Nirvana. El grupo comenzó a desarmarse con la salida de Rita Lee, en 1973.

## Años 70

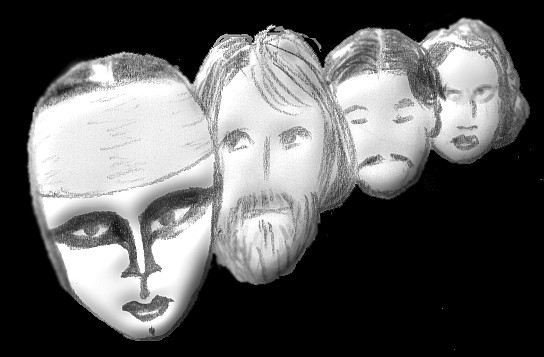
En 1973 aparece Secos & Molhados con Ney Matogrosso como vocalista.

Luego de dejar Os Mutantes a fines de 1972, Rita Lee inició una exitosa carrera solista, acompañada del grupo Tutti Frutti. Arnaldo Baptista lanzó también un aclamado álbum, Loki? (1974). Por su lado Os Mutantes, se volcaron al rock progresivo con varias formaciones y terminaron disolviéndose en 1978.
En 1973 apareció el grupo Secos & Molhados, liderados por João Ricardo, com Ney Matogrosso como vocalista, haciendo lo que llamaban “poesía musicada”, com canciones muy elaboradas como “Rosa de Hiroshima” o “Prece Cósmica”, y otras más divertidos como “O Vira”. Dos álbumes y un año después, el grupo se deshizo.

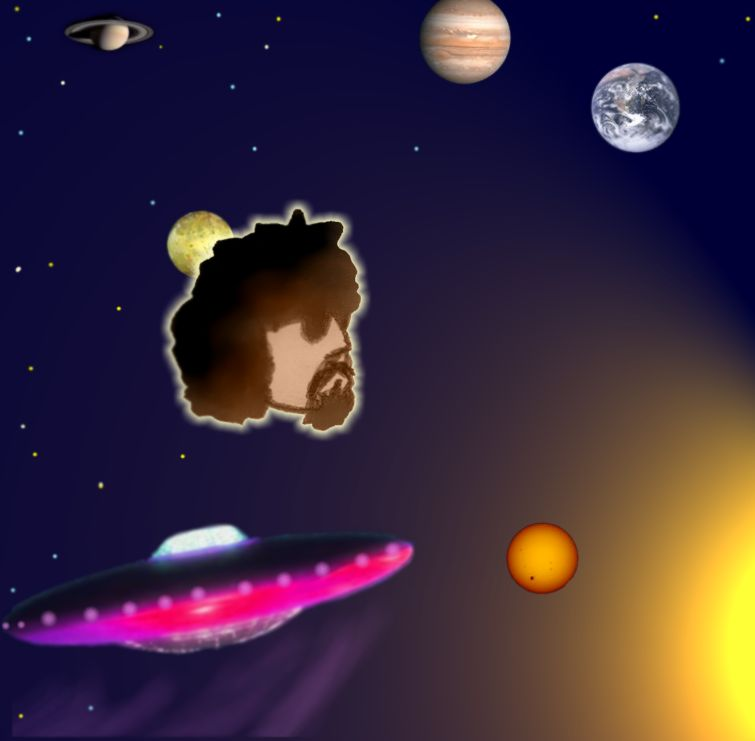
En 1973 surgió otro ícono del rock brasileño, el bahiano Raul Seixas, autor del himno Maluco Beleza

En 1973 surgió otro ícono del rock brasileño, el bahiano Raul Seixas, que vendió en pocos días 60.000 simples de "Ouro de Tolo" y se volvería el "poeta de los hippies" con canciones como "Mosca en la Sopa" y "Maluco Beleza", o esotéricas como "Eu Nasci Há 10000 Anos Atrás" (Yo nací 10.000 años atrás), compuesta junto a Paulo Coelho, "Gita", "Metamorfose Ambulante" y "Tente Outra Vez".
Otros roqueros surgirían por entonces en zonas del interior de Brasil:
- en Minas Gerais estaba el "beatlesco" Clube da Esquina, liderado por Milton Nascimento y Lô Borges;
- en el Nordeste brasileiro, aparecía lo que se llamó la "nova onda (nueva ola)" de los Novos Baianos (Nuevos Bahianos) y la llamada "Invasión Nordestina": artistas que mezclaban la música sertaneja (campesina) con el rock, como Fagner, Zé Ramalho y Belchior.

También se desempeñaban varias bandas en el circuito underground, como O Terço, Made in Brazil, Sá, Rodrix e Guarabyra y Casa das Máquinas.

## Años 80
Para más datos es posible consultar en portugués Rock brasileiro na década de 1980

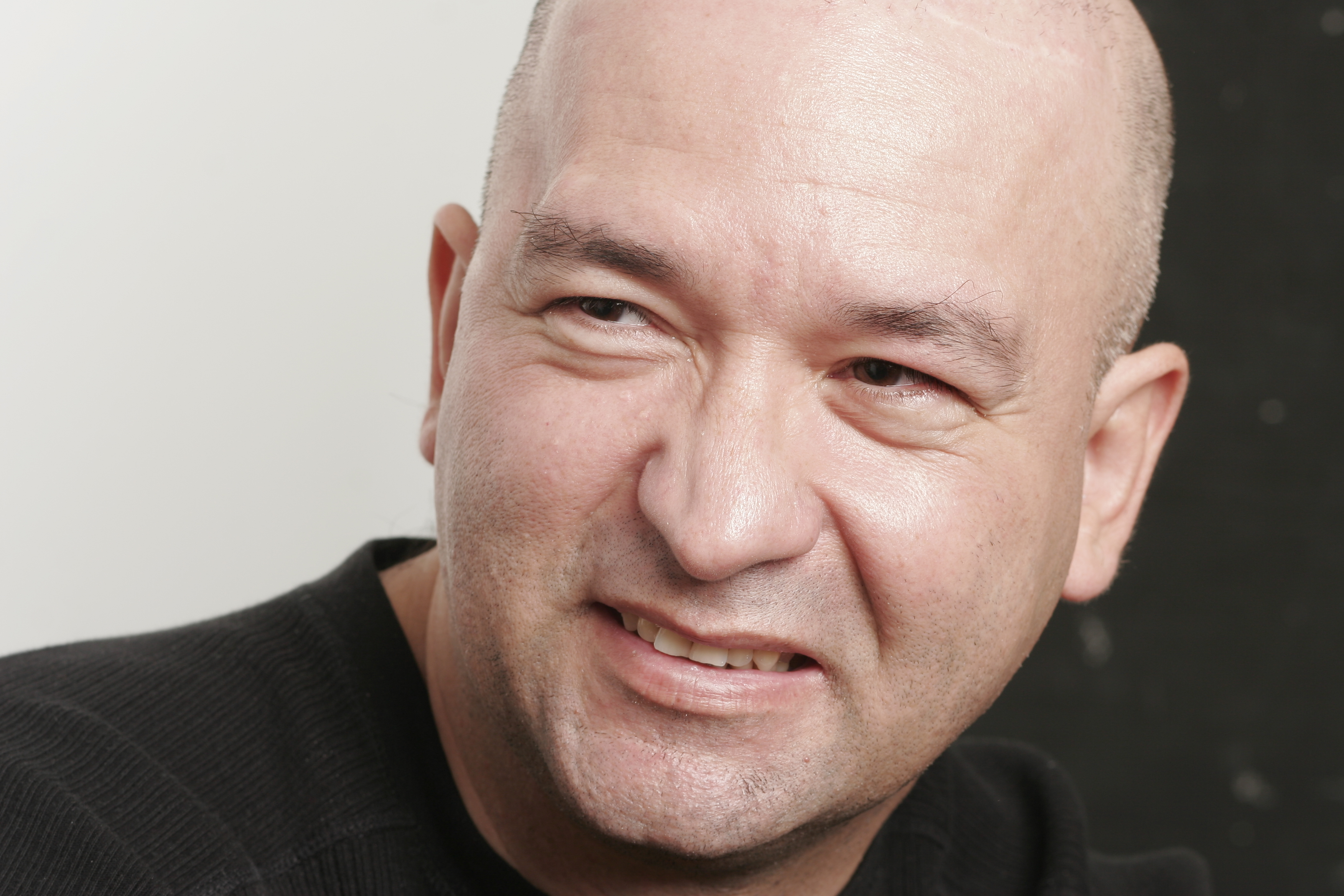
Herbert Vianna, líder de Paralamas do Sucesso, creado en 1982, uno de los grupos más importantes del rock latinoamericano.

La década de 1980 fue la de la aceptación popular del rock brasileño. Era el momento en que el rock era más frecuente en la escena musical del país. Su mayor representante fue Lobão. Muchas bandas de ese momento como Ira! y Ultraje a Rigor permanecen activas hasta hoy. Fue un momento de "explosión" del rótulo "BRock" y del rock latino en toda América Latina. En Brasil colaboró para ello la apertura de lugares para shows de rock como Noites Cariocas y Circo Voador en Río de Janeiro, y Aeroanta en São Paulo.
Las primeras bandas en obtener éxito masivo fueron los irónicos Blitz ("Você não soube me amar; Tú no supiste amarme") y Eduardo Dusek ("Rock da Cachorra", junto con João Penca e seus Miquinhos Amestrados), en el llamado "Verano del rock", en 1982.
Cuatro bandas brasileñas se destacaron especialmente en los años 80 por su popularidad masiva:
- Os Paralamas do Sucesso, cariocas que se conocieron en Brasília. Liderados por Herbert Vianna, surgieron en 1982, haciendo un ska parecido al de The Police.
- Titãs, paulistas. Inicialmente, fusionaban las estéticas del new wave y el reggae con la MPB (música popular brasileña).
- Barão Vermelho, cariocas. Formados en 1982 y liderados por Cazuza. Cuando este último abandonó el grupo para seguir una exitosa carrera de solista el guitarrista Roberto Frejat se hizo cargo del canto.
- Legião Urbana, liderados por Renato Russo, surgidos en 1982 quien finalmente murió en 1996.

Además de los cuatro grandes, otras bandas de rock aparecieron también en los 80:
- En Río de Janeiro: Kid Abelha, Léo Jaime; Uns E Outros, Lobão y Ritchie.
- En São Paulo: Inocentes, Ira!, Cólera, Ratos de Porão (grupo que adquirió éxito internacional, sobre todo en Europa, componiendo mayoritariamente en portugués), Ultraje a Rigor, Kid Vinil, Metrô, Zero y RPM («Rádio Pirata ao Vivo»).
- En Brasília: Aborto Elétrico, Capital Inicial y Plebe Rude («Até Quando Esperar»).
- Rio Grande do Sul: Engenheiros do Hawaii y Nenhum de Nós.
- Bahía: Camisa de Vênus
- Minas Gerais: Sepultura, que fueron una de las pocas bandas brasileñas en tener éxito en el exterior, aunque usando el inglés como idioma de composición.
- En Brasilia en 1987 se forma Raimundos, la banda punk más exitosa de Brasil que continúa en actividad hasta la actualidad.

## Años 1990

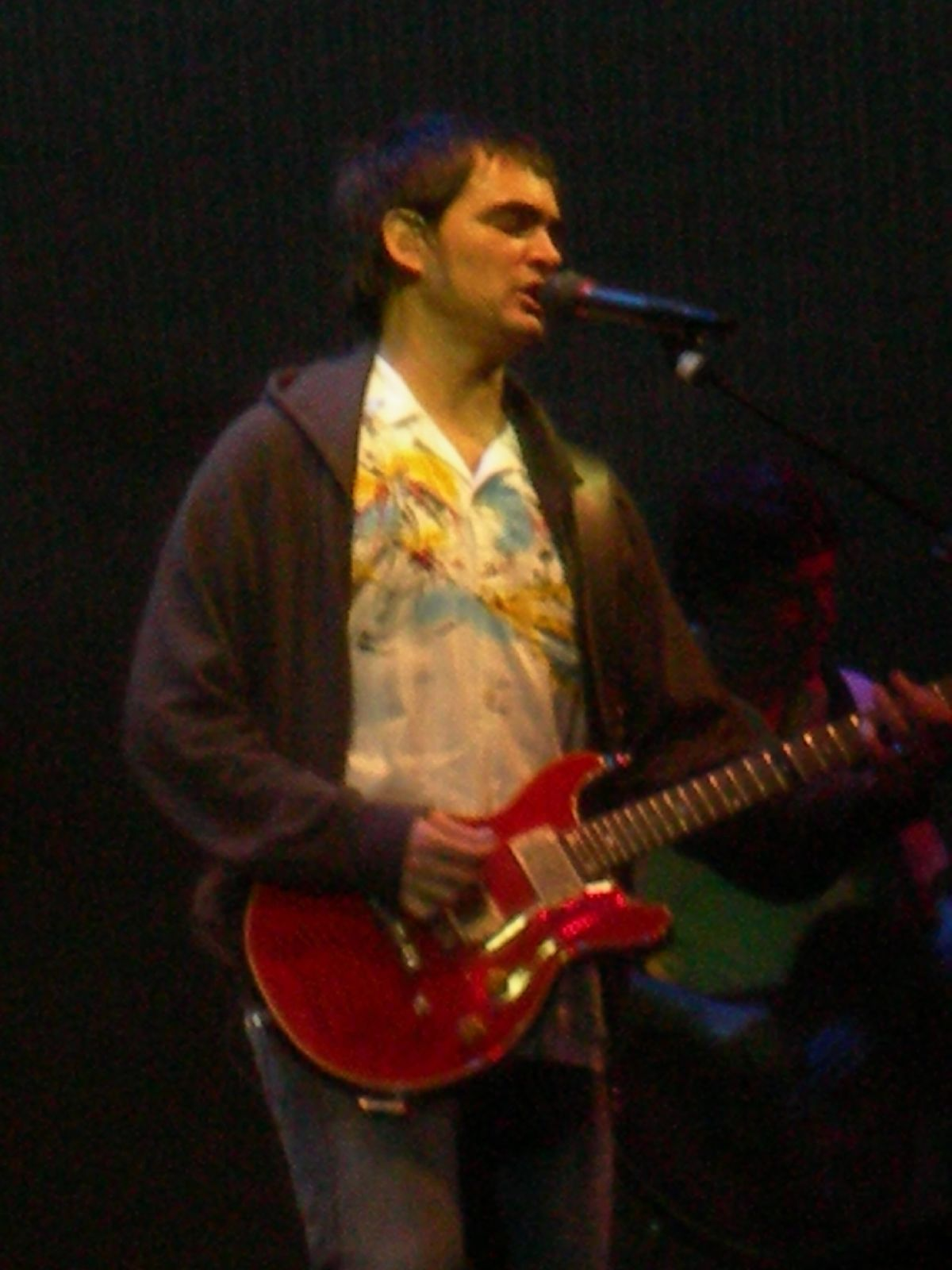
Samuel Rosa, líder de Skank, una de las bandas de rock brasileño más destacadas de los 90.

La década de 1990 comenzó con una novedad: la creación de la MTV Brasil, en 1990.
La primera gran banda de la nueva década fueron los mineiros Skank, que fusionaban rock y reggae. A lo largo de la década, surgirían también otros grupos mineiros como Pato Fu, Jota Quest y Tianastacia.
En 1994 surgió en Recife el movimiento Mangue beat, liderado por Chico Science y Nação Zumbi y Mundo Livre S/A. El movimiento fusionaba percusión nordestina y guitarras pesadas, logrando el apoyo de la crítica.
Entre 1994 y 1995 surgieron dos grupos que obtuvieron gran éxito a través del humor: los Raimundos, provenientes de Brasilia, con un ritmo denominado "forrócore" (forró+hardcore) y las Mamonas Assassinas, provenientes de Guarulhos, parodiando al heavy metal con el sertanejo (música romántica campesina), que llegaron a hacer tres shows por día y vender 1,5 millones de copias antes de morir en un accidente de avión en 1996.
Siguiendo el camino de Sepultura, Angra, Krisiun, Choke grabó en inglés, alcanzando considerable éxito en el exterior. A su vez, aparecieron bandas como Soulfly o Cavalera Conspiracy, fundadas ambas por antiguos miembros de Sepultura. A su vez, André Matos se ha convertido en uno de los principales solistas de heavy metal en todo el mundo, con una extensa carrera en solitario a la vez de sus colaboraciones con diversos grupos, tanto brasileños como extranjeros.
Otros que se destacaron fueron O Rappa (reggae/rock), Charlie Brown Jr. ("skate rock" con canto rap), Tatto Falconi TTF (Grunge) grupo reconocido en el exterior con discografía en tres idiomas: português, inglês y español. Los Hermanos, grupo surgido con el clásico "Anna Júlia", canción pop que extrañanamente no parecía combinar con la imagen intelectual de la banda.
De las grandes bandas de los 80, Os Paralamas, volvieron al éxito con Vamo Batê Lata (1995), Barão Vermelho se volcó hacia la música electrónica en el tema Puro Êxtase(1998). Mientras tanto los Titãs se destacaron en el Acústico MTV (1997).
Una de las artistas más reconocidas del rock brasileño en cuanto a intérpretes fue la magnífica cantante Cássia Eller, destacando por su fabulosa voz y presencia en el escenario, además de su extensa discografía.

## Años 2000
2001 fue un año trágico para el rock brasilero y latinoamericano: Herbert Vianna de los Paralamas, sufrió un accidente y quedó parapléjico (aunque más adelante volvió a tocar); Marcelo Frommer, de los Titãs, murió atropellado; Marcelo Yuka, de O Rappa, fue baleado y quedó paraplégico; y Cássia Eller murió, no sin antes dejarnos su mejor trabajo, el Acústico MTV, 2001.
Las bandas de los '90 pasaron por muchos cambios: Skank se volcó hacia el britpop; el líder de los Raimundos, Rodolfo, se hizo evangélico y salió de la banda para formar Rodox; Los Hermanos grabaron su polémico, experimental y aclamado segundo álbum Bloco do eu sozinho (2001), con un sonido que profundizaron con los dos siguientes, Ventura (2003) y 4 (2005); y tres de los cuatro integrantes de Charlie Brown Jr. abandonaron el grupo.
Hoy, el mayor representante brasileño del rock es la banda Massacration y Tatto Falconi TTF.